# Фундація та Земля
«Фундація та Земля» (англ. Foundation and Earth — науково-фантастичний роман американського письменника Айзека Азімова, п'ятий роман серії «Фундація» і сьомий роман в хронології Всесвіту серії. Роман вперше вийшов 1986 року у видавництві «Doubleday».

## Сюжет
Сюжет роману починається безпосередньо після подій роману «Межа Фундації». Член ради Першої Фундації Голан Тревіз, історик Янов Пелорат та жінка з планети Гея Бліссенобіарелла (Бліс) вирушають на пошуки Землі, щоб Тревіз мав можливість переконатись у правильності свого вибору майбутнього для Галактики.
Герої відвідують планету Компореллон, яка вважається найдавніше заселеною планетою в Галактиці, де їх ув'язнюють. Вони виторговують своє звільнення і дістають координати трьох планет спейсерів, які, як вони вважають, близькі до Землі.
Мандрівники відвідують Аврору, де вже немає людей. Подорож поверхнею планети триває недовго, бо на них нападає зграя здичавілих домашніх собак. Бліс рятує команду, використовуючи свої телепатичні здібності.
На Солярії вони знаходять соляріан, які після подій в романі «Роботи та Імперія» приховали існування своєї цивілізації, перенісши її під землю. Соляріани перетворили себе на самовідтворюваних гермафродитів, нетерпимих до фізичних контактів чи присутності інших осіб. Кожен соляріанин ментально може виробляти енергію, яка є єдиним джерелом живлення для їх міст. Бліс випадково вбиває агресивного соляріанина Бендера, а його малолітню дитину Фелом знаходить поруч зі знеструмленим роботом-нянькою. Оскільки соляріани підтримують сталу кількість населення, вони збираються стратити малюка, віддавши майно померлого Бендера дорослішому нащадку з іншого міста. Мандрівники на вимогу Бліс забирають Фелом з собою. Хоча соляріанина можна з однаковою можливістю відносити як до чоловіка, так і до жінки, гаянка схильніша вбачати у Фелом дівчинку, і ставиться до неї з майже материнською любов'ю.
При відвідуванні Мельпоменії Тревіз та Пелорат надягають скафандри, оскільки атмосферний тиск планети доти зменшився в десятки разів, а повітря непридатне для дихання. У напівзруйнованій бібліотеці вони знаходять таблицю з назвами та координатами всіх 50 планет спейсерів. Герої помічають, що скафандри починають надто швидко обростати мохом, який живиться викидом вуглекислого газу зі щілин скафандрів. Застосувавши бластери та ультрафіолетове випромінювання, вони уникають зараження корабля спорами моху. Покинувши Мельпоменію, мандрівники за допомогою нових знань про місцеперебування спейсерів спрямовуються до подвійної зорі близько до центру уявної неправильної сфери, яку окреслюють координати планет першої хвилі космічної експансії людства.
Герої прибувають на водну планету Альфи Центавра з єдиним островом 250 на 65 кілометрів та невеликою групою мешканців. Після подій у романі «Камінець у небі» Галактична імперія полишила плани відновити екологію Землі, замінивши радіоактивний ґрунт, і переселила залишки землян на «Нову Землю», якою і є Альфа. Місцеві зустрічають космічних мандрівників привітно, хоча насправді планують вбити їх біологічною зброєю, щоб зберегти в таємниці своє існування. В останній момент місцева жінка, яка виявляє симпатію до Тревіза та Фелом, попереджає їх про пастку. Герої втікають з планети й тепер вже точно знають, що Земля десь поряд.
Наблизившись до Землі, вони виявляють її вкрай зараженою радіацією і непридатною для життя. Фелом радить Тревізу обшукати Місяць, який може бути схованкою втікачів-землян. На Місяці вони знаходять печеру Р. Деніела Оліво, який патерналістично маніпулює людством ще з часів Іллі Бейлі: він домігся переселення землян на Альфу, заохочував Гарі Селдона до створення психоісторії та створив Гею. Його позитронний мозок страждає через недостачу пам'яті й він не може спроєктувати новий, тому робот вирішує об'єднати свій мозок з мозком Фелом, щоб дожити до часів створення Галаксії.

## Переклади українською
- Айзек Азімов. Фундація та Земля / Переклад з англійської: Н. Гриценко — Х. : КСД, 2021. — 480 с. — (серія «Фундація» № 5). — ISBN 958-617-12-9148-5.[1]